# Sporaeginthus
Sporaeginthus là một chi chim trong họ Estrildidae.